# Знак Зорро (фільм, 1920)
Знак Зорро (англ. The Mark of Zorro) — американський чорно-білий німий пригодницький вестерн режисера Фреда Нібло за участю популярного актора-зірки німого кіно Дугласа Фербенкса — про захисника принижених і знедолених, шляхетного розбійника Зорро. Фільм знятий в 1920 році за популярною в ті роки повістю «Прокляття Капістрана» (1919) Джонстона МакКаллі, йому ж приписується й авторство сценарію, хоча його співавтором був й сам Дуглас Фербенкс.

## Сюжет
Дія відбувається на початку XIX століття. Дієго Вега повертається з Іспанії на свою батьківщину в стару іспанську Каліфорнію, де править губернатор-тиран. Зовні байдужий до подій, Дієго насправді веде приховане під маскою друге життя: як благородний розбійник Зорро він намагається боротися за відновлення порядку, спокою і справедливості.

## У ролях
- Дуглас Фербенкс — дон Дієго Вега / Зорро
- Маргарита Де Ла Мотт — Лоліта Пулідо
- Роберт МакКім — капітан Хуан Рамон
- Ной Бірі — сержант Педро Гонсалес
- Чарльз Гілл Майлз — дон Карлос Пулідо
- Клер Макдауелл — донна Каталіна Пулідо
- Шнітц Едвардс — дрібний шинкар
- Сідні Де Грей — дон Алехандро
- Волт Вітман — брат Філіп
- Тот Дю Кроу — Бернардо

## Цікаві факти
- Це був перший фільм, знятий Фербенксом для компанії United Artists, створеної 5 лютого 1919 р. (він був співвласником пакета акцій компанії на паях з Мері Пікфорд, Чарльзом Чапліном і Девідом Ворк Гріффітом).
- Фільм був знятий в Каліфорнії, в околицях Лос-Анджелеса, в долині Сан-Фернандо, де було побудовано безліч споруд, що зображують невелике містечко початку XIX століття. Коли під час зйомок виникло загоряння, вся знімальна група активно брала участь у гасінні пожежі, що загрожував знищити відбудовані декорації.
- Перший з фільмів про пригоди Зорро (що іспанською — Лис), за минулі майже 100 років було знято безліч варіацій про пригоди героя, як в США, так і в інших країнах.